# Жонатан Коеффік
Жонатан Коеффік  (фр. Jonathan Coeffic, 1 червня 1981) — французький веслувальник, олімпійський медаліст.

## Виступи на Олімпіадах
| Олімпіада  | Дисципліна     | Місце |
| ---------- | -------------- | ----- |
| Афіни 2004 | четвірка парна | 13    |
| Пекін 2008 | четвірка парна | 3     |